# Psychotria megacoma
Psychotria megacoma är en måreväxtart som beskrevs av Friedrich Anton Wilhelm Miquel. Psychotria megacoma ingår i släktet Psychotria och familjen måreväxter. Inga underarter finns listade i Catalogue of Life.